# Wuliao Jundui
Wuliao Jundui (xinès simplificat: 无聊军队, pinyin: Wúliáo jūnduì, literalment 'Exèrcit d'avorrits', coneguts en anglés com Boredom Contingent) fou un col·lectiu musical aparegut a la República Popular de la Xina a finals de la dècada del 1990. Amb el mateix nom, es publicà un fanzine, editat per Valentina Pedone, així com dos discos col·lectius amb cançons dels grups més representatius de l'escena punk a Beijing.
Va ser, juntament amb el local Haojiao Julebu, lloc de trobada dels punks de la capital. Sorgit al voltant de la banda Underbaby, el col·lectiu agruparia a quatre formacions musicals, Brain Failure, Reflector, Anarchy Boys i 69.

El 1999 publiquen dos discos recopilatoris, un en directe i d'altre d'estudi, publicats pel segell de música Haojiao. Quan el local tanca el 2000, es reuniran al Kaixin Leyuan i al districte universitari de Haidian.